# Descarga de fondo
Se denomina descarga de fondo a una estructura hidráulica, asociada a las presas hidráulicas. Su función puede ser:
- garantizar el caudal ecológico inmediatamente aguas abajo de una presa;
- permitir el vaciado del embalse para efectuar operaciones de mantenimiento en la presa;
- reducir el volumen de material sólido depositado en proximidad de la presa.

Dado que el agua sale de la presa con una presión considerable, si el chorro no es controlado adecuadamente puede provocar erosiones localizadas peligrosas para la estabilidad de la presa misma. Por ese motivo las descargas de fondo siempre están equipadas con disipadores de energía.